# Candidatura de Estados Unidos para la Copa Mundial de Fútbol 2022

Las 18 ciudades anfitrionas en la candidatura de Estados Unidos

La Federación de Fútbol de los Estados Unidos se postuló a la candidatura para albergar la sede de la Copa Mundial de Fútbol de 2022. La Federación de Fútbol de los Estados Unidos primero dijo en 2007 que se postularía para la sede en 2018. Sin embargo en enero de 2009, anunciaron que se postularían para ambas sedes en 2018 y 2022. En octubre de 2010 se salieron de la candidatura para 2018 y decidieron optar solamente por la sede en 2022, sin éxito alguno, tras ser derrotado por Catar.
David Downs, presidente de Univision Deportes, es el director ejecutivo de la candidatura., además los Estados Unidos albergaron anteriormente la Copa Mundial de Fútbol en 1994, al igual que la Copa Mundial Femenina de Fútbol en 1999 y en 2003.

## Calendario programado
| Fecha                     | Detalle                                                       |
| ------------------------- | ------------------------------------------------------------- |
| 15 de enero de 2009       | Aplicación entregada                                          |
| 2 de febrero de 2009      | Fecha límite para aplicar a la candidatura                    |
| 16 de marzo de 2009       | Fecha límite para completar las formas para la candidaturas   |
| 14 de mayo de 2010        | Fecha límite para enviar todos los detalles de la candidatura |
| 6–9 de septiembre de 2010 | Inspección de visitantes del Comité a los Estados Unidos      |
| 2 de diciembre de 2010    | La FIFA anuncia la sede para 2018 y 2022                      |

## Comité de la candidatura

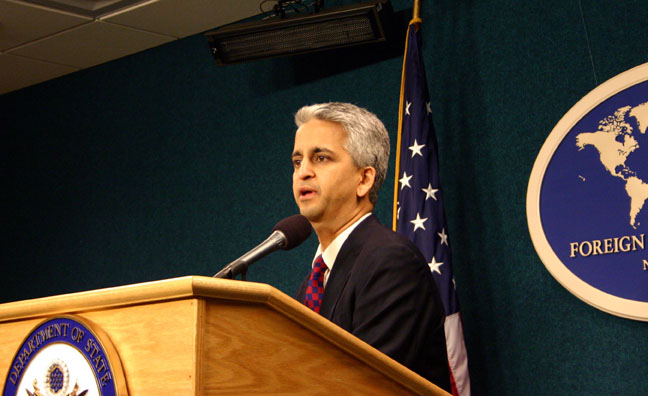
Presidente Sunil Gulati de la Federación de Soccer de los Estados Unidos.

Entre las personas del comité de la candidatura se encontraban el director Ejecutivo de la Candidatura David Downs, CEO de Univision Deportes, el presidente de la Federación de Soccer Sunil Gulati, al Comisionado del Major League Soccer Don Garber, a Phil Murphy,  antiguo presidente financiero del Comité Nacional Demócrata, antiguo Secretario de Estado Dr. Henry Kissinger, el alcalde de Nueva York Michael Bloomberg, el Gobernador de California Arnold Schwarzenegger, al asesor de Clinton Douglas Band, al director de cine Spike Lee, el exboxeador Oscar De La Hoya, y la publicista del Washington Post Katharine Weymouth.

## Presentación de la candidatura
La presentación para la candidatura de la Copa de 2022, se celebró el 1 de diciembre, en la que aparte de los Estados Unidos, las delegaciones de Australia, Corea del Sur, Japón y Catar expusieron a lo largo de la tarde de los proyectos para acoger la vigésima edición de la Copa Mundial de la FIFA.

## Detalles de la candidatura
Inicialmente, en abril de 2009, los Estados Unidos identificaron 70 estadios en 50 comunidades como posibles sedes para el torneo, con 58 confirmando su interés. la lista de estadios fue recortada dos meses más tarde a 45 en 37 ciudadess, y en agosto de 2009 fue recortada nuevamente a 32 estadios en 27 ciudades, además uno que se completaría en 2010, y una sede propuesta. El 12 de enero de 2010 el Comité estadounidense acortó la lista de 27 a 18 ciudades oficiales como candidatas para albergar la Copa Mundial de Fútbol de 2022 o 2018.

### Ciudades anfitrionas
Las 18 ciudades anfitrionas fueron Atlanta, San Diego, Phoenix, Dallas, Seattle, Denver, Tampa, Indianápolis, Baltimore, Nashville, Kansas City, Houston, Miami, Filadelfia, Los Ángeles, Washington D. C., Boston y Nueva York.
| Imagen | Estadio                       | Aforo  | Ciudad                                    | Estado        | Superficie                       | Equipos                                                                      | Notas |
| ------ | ----------------------------- | ------ | ----------------------------------------- | ------------- | -------------------------------- | ---------------------------------------------------------------------------- | --- |
|        | Rose Bowl                     | 94.542 | Pasadena (Ciudad sede: Los Ángeles)       | California    | Pasto                            | UCLA Bruins† Rose Bowl                                                       | Sede del Mundial 1994, Mundial Femenino 1999 Super Bowl XI, Super Bowl XIV, Super Bowl XVII Super Bowl XXI y Super Bowl XXVII Tres finales del BCS National Championship Game Podría ser reemplazado por el Estadio de Los Ángeles        |
|        | Los Angeles Memorial Coliseum | 93.607 | Los Ángeles                               | California    | Pasto                            | USC Trojans†                                                                 | Estadio Olímpico en 1932 y 1984 Sede de la Copa de Oro de la Concacaf Sede del Super Bowl I y Super Bowl VII Serie Mundial de 1959 Podría ser reemplazado por el Estadio de Los Ángeles                                                   |
|        | Cotton Bowl                   | 92.100 | Dallas                                    | Texas         | Pasto                            | Red River Rivalry State Fair Classic Dallas Football Classic TicketCity Bowl | Sede del Mundial 1994 Antigua sede del Cotton Bowl y otros equipos. |
|        | FedExField                    | 91.704 | Landover (Ciudad sede: Washington D. C.)  | Maryland      | Pasto                            | Washington Redskins†                                                         | Sede del Mundial Femenino 1999 |
|        | Cowboys Stadium               | 91.600 | Arlington (Ciudad sede: Dallas)           | Texas         | Césped artificial                | Cowboys Classic Dallas Cowboys† Cotton Bowl Southwest Classic                | Abierto en 2009 Techo retráctil Sede de la Copa de Oro de la Concacaf All-Star Game de la NBA 2010 Super Bowl XLV en 2011. |
|        | Estadio Meadowlands           | 82.566 | East Rutherford (Ciudad sede: Nueva York) | Nueva Jersey  | FieldTurf                        | New York Giants† New York Jets†                                              | Abierto en 2010. Sede del Super Bowl XLVIII en 2014. |
|        | Sun Life Stadium              | 80.240 | Miami Gardens (Ciudad sede: Miami)        | Florida       | Pasto                            | Miami Dolphins† Miami Hurricanes† Florida Marlins‡ Orange Bowl               | Estadio multipropósito Los Marlins se trasladarán a su estadio de béisbol en 2012. Sede del Super Bowl XXIII, Super Bowl XXIX, Super Bowl XXXIII, Super Bowl XLI, y Super Bowl XLIV Tres finales del BCS National Championship Game.      |
|        | Reliant Stadium               | 76.000 | Houston                                   | Texas         | Pasto                            | Houston Texans† Texas Bowl                                                   | Sede de la Copa de Oro de la Concacaf Partido de Estrellas de la MLS 2010 WrestleMania XXV NCAA Final Four 2011 y 2016 Super Bowl XXXVIII Techo retráctil                                                                                 |
|        | Arrowhead Stadium             | 75.364 | Kansas City                               | Misuri        | Pasto                            | Kansas City Chiefs†                                                          | |
|        | INVESCO Field at Mile High    | 75.165 | Denver                                    | Colorado      | Pasto                            | Denver Broncos†                                                              | Sede de la Convención Nacional Demócrata de 2008 Partido de Campeonato de la AFC 2006 |
|        | Raymond James Stadium         | 75.000 | Tampa                                     | Florida       | Pasto                            | Tampa Bay Buccaneers† South Florida Bulls† Outback Bowl                      | Sede del Super Bowl XXXV y Super Bowl XLIII. |
|        | Gillette Stadium              | 73.393 | Foxborough (Ciudad sede: Boston)          | Massachusetts | FieldTurf                        | New England Patriots† New England Revolution                                 | Sede del Campeonato Masculino de Lacrosse NCAA en 2008 y 2009 Mundial Femenino de 2003 y la Copa MLS 2002 |
|        | Husky Stadium                 | 72.500 | Seattle                                   | Washington    | FieldTurf                        | Washington Huskies†                                                          | Ampliación planeada en 2011 para ampliar su aforo en 20.000 espectadores más y un nuevo terreno de juego. Sede de los Goodwill Games 1990, eventos de atletismo.                                                                          |
|        | University of Phoenix Stadium | 71.362 | Glendale (Ciudad sede: Phoenix)           | Arizona       | Pasto                            | Arizona Cardinals† Fiesta Bowl                                               | Techo y superficie retráctil Sede de la Copa de Oro de la Concacaf Super Bowl XLII WrestleMania XXVI Tres finales del BCS National Championship Game                                                                                      |
|        | Georgia Dome                  | 71.228 | Atlanta                                   | Georgia       | FieldTurf y césped (instalable). | Atlanta Falcons† Georgia State Panthers† Chick-fil-A Bowl                    | Sede del Super Bowl XXXIV y Super Bowl XXVIII World Football Challenge Estadio techado Juegos Olímpicos de 1996 |
|        | M&T Bank Stadium              | 71.008 | Baltimore                                 | Maryland      | Sportexe Momentum Turf           | Baltimore Ravens†                                                            | Sede del World Football Challenge |
|        | Lincoln Financial Field       | 69.111 | Filadelfia                                | Pensilvania   | Pasto                            | Philadelphia Eagles† Temple Owls† Army-Navy Game                             | Sede del Mundial Femenino 2003 Y la Copa de Oro de la Concacaf |
|        | LP Field                      | 69.143 | Nashville                                 | Tennessee     | Pasto                            | Tennessee Titans† Tennessee State Tigers† Music City Bowl                    | |
|        | Qwest Field                   | 68.056 | Seattle                                   | Washington    | FieldTurf                        | Seattle Seahawks† Seattle Sounders FC                                        | Sede de la Copa de Oro de la Concacaf Récord de máxima asistencia en la Major League Soccer |
|        | Qualcomm Stadium              | 67.700 | San Diego                                 | California    | Pasto                            | San Diego Chargers† Holiday Bowl Poinsettia Bowl                             | Sede de la Copa de Oro de la Concacaf Super Bowl XXII, Super Bowl XXXII y Super Bowl XXXVII Podría ser reemplazado por el Nuevo Estadio Chargers.                                                                                         |
|        | Lucas Oil Stadium             | 66.500 | Indianapolis                              | Indiana       | FieldTurf                        | Indianapolis Colts†                                                          | Construido en 2008 Techo retráctil Sede del Super Bowl XLVI en 2012, Final Four del baloncesto masculino NCAA en 2010 y 2015, Final Four del baloncesto femenino NCAA en 2016 Finales del Drum Corps International 2009-2013 y 2015-2018. |

- † - Equipo de fútbol americano.
- ‡ - Equipo de béisbol.
- Los nombres comerciales de los estadios se mencionan aquí, pero no son usados en los documentos de la candidatura ni serían utilizados durante la Copa Mundial.
- Los aforos son estimados al momento de jugarse el Mundial.[15]

## Patrocinadores oficiales
- Fox Soccer Channel
- AT&T
- American Airlines